# Hugh Mahon
Hugh Mahon (ur. 6 stycznia 1857 w Killurin, zm. 28 sierpnia 1931 w Melbourne) – australijski polityk irlandzkiego pochodzenia, w latach 1914-16 minister spraw zagranicznych Australii. Był jedynym w historii australijskiego parlamentu federalnego deputowanym, który decyzją samej izby został pozbawiony mandatu.

## Życiorys

### Działalność społeczna i zawodowa
Urodził się w Irlandii, ale już jako dziesięciolatek wyemigrował z rodziną do Stanów Zjednoczonych. Mając 23 lata powrócił do Irlandii, gdzie wkrótce trafił do więzienia za agitację na rzecz walczącej z wielkimi posiadaczami ziemskimi organizacji pod nazwą Irlandzka Narodowa Liga Ziemska. Szybko została zwolniony z powodu słabego zdrowia. Obawiał się jednak ponownego aresztowania, dlatego w 1882 przeniósł się do Australii. Początkowo pracował tam jako dziennikarz prasowy, później stał się wydawcą prasy. Mieszkał najpierw w kolonii Nowa Południowa Walia, następnie w Melbourne, aż w 1895 osiadł w Australii Zachodniej. 

### Kariera polityczna
W 1897 bez powodzenia próbował dostać się do parlamentu kolonialnego. Po powstaniu Związku Australijskiego w 1901 został wybrany w skład pierwszej kadencji federalnej Izby Reprezentantów, gdzie zasiadł w ławach Australijskiej Partii Pracy (ALP). Był ministrem poczty w gabinecie Watsona (1904), a następnie ministrem spraw wewnętrznych w pierwszym gabinecie Fishera. W 1913 utracił na krótko mandat parlamentarny z powodu likwidacji swego okręgu wyborczego, lecz jeszcze w tym samym roku został ponownie wybrany do Izby z innego okręgu. 
W latach 1914-16 był ministrem spraw zagranicznych. Gdy w 1916 w ALP doszło do rozłamu, wbrew stanowisku premiera Hughesa pozostał w partii, co kosztowało go utratę stanowiska w rządzie. W latach 1917-19 pozostawał poza parlamentem. Kiedy w 1920 zmarł irlandzki działacz niepodległościowy Terence MacSwiney, który wcześniej przez 74 dni prowadził strajk głodowy w brytyjskim więzieniu, Mahon zareagował niezwykle ostrym atakiem na Wielką Brytanię w australijskim parlamencie. Oskarżył Londyn m.in. o "krwawy despotyzm". Australia była wówczas dominium brytyjskim, a w społeczeństwie zdecydowanie dominowały silne nastroje probrytyjskie, dlatego jego wystąpienie wywołało powszechne oburzenie. Premier Hughes złożył wniosek o wykluczenie go ze składu parlamentu za "publiczną nielojalność" i złamanie przysięgi deputowanego (ówczesne prawo dopuszczało takie wykluczenie). 12 listopada 1920 Izba Reprezentantów przychyliła się do wniosku i Mahon utracił swój mandat, jako jedyna w dziejach Australii osoba pozbawiona go w tego rodzaju procedurze.

### Późniejsze życie
Mahon starał się odzyskać miejsce w parlamencie w rozpisanych następnie wyborach uzupełniających w jego okręgu, ale poparcie dla niego spadło i przegrał. Tym samym znalazł się na politycznej emeryturze, na której przeżył jeszcze niespełna 11 lat. Zmarł w 1931 w wieku 74 lat. 